# عيد القديس بليز، شفيع دوبروفنيك
```
عيد القديس بليز، شفيع دوبروفنيك
 (
قالب:بالكرواتية: Festa Svetog Vlaha، zaštitnika Dubrovnika
) هو احتفالية يتم تنظيمها في 3 فبراير بشكل متواصل منذ عام 972 م في مدينة 
دوبروفنيك
، 
كرواتيا
، بمناسبة الاحتفال بيوم  
القديس بليز
. وتستند الاحتفالية إلى أسطورة ظهور القديس بليز، الذي ساعد سكان دوبروفنيك في الدفاع عن مدينتهم ضد 
جمهورية البندقية
.  يحضره العديد من الأشخاص، بما في ذلك سكان المدينة والمناطق المحيطة بها وأجزاء أخرى من كرواتيا والدول المجاورة والسياح وممثلي الدولة والسلطات المحلية 
للكنيسة الرومانية الكاثوليكية
.  
[
1
]
```

وقد تم الاعتراف به باعتباره أحد التراث الثقافي اللامادي لليونسكو في عام 2009.

تصف وزارة الثقافة الكرواتية الاحتفال بهذه الكلمات: "إلى جانب الأهمية الروحية، تشكل الاحتفالية على وجه الخصوص العلاقات الاجتماعية والقواعد بالإضافة إلى جودة الحكومة. وقد ميز الاحتفال كتعبير عن عبادة القديس الثقافة بأكملها وجزئيًا". المنطقة الطبيعية للمدينة والمنطقة المحيطة بها، ومن خلال مشاركة الأفراد والمجموعات من أماكن أخرى في البلاد وكذلك من البلدان المجاورة، يشجع الحوار بين الثقافات." 

## الأسطورة
بعد تدمير مستعمرة إبيداوروم اليونانية القديمة على يد الغزاة الآفار والسلافيين في القرن السابع، فر اللاجئون من إبيداوروس إلى الجزيرة القريبة، لاس أو لاوس، (التي تعني "الحجر" باللغة اليونانية)، التي تطورت منها راغوزا. إلى دوبروفنيك.  مباشرة بعد أن بدأت المستوطنة الجديدة في التطور، حسدها الجيران الجشعون وبدأوا يبحثون عن فرص لتدميرها. وفقًا للأسطورة، بينما كانوا في طريقهم إلى بلاد الشام في عام 972، رسو البنادقة بالقرب من جروز ولوكروم بحجة إعادة تخزين الطعام، بينما كانت نيتهم الحقيقية هي احتلال دوبروفنيك. ظهر القديس بليز للكاهن ستويكو بينما كان يصلي في كنيسة القديس ستيفن، وأمره بإخبار مجلس شيوخ دوبروفنيك عن النوايا الحقيقية لأهل البندقية حتى يتمكن مجلس الشيوخ من إعداد الدفاع. تمكن سكان دوبروفنيك من إعداد دفاعهم، مما أجبر البندقية على التراجع. ولشكر القديس بليز، قرر سكان دوبروفنيك إعلانه قديس دوبروفنيك الرئيسي بدلاً من سرجيوس وباخوس السابقين. 

## الوصف

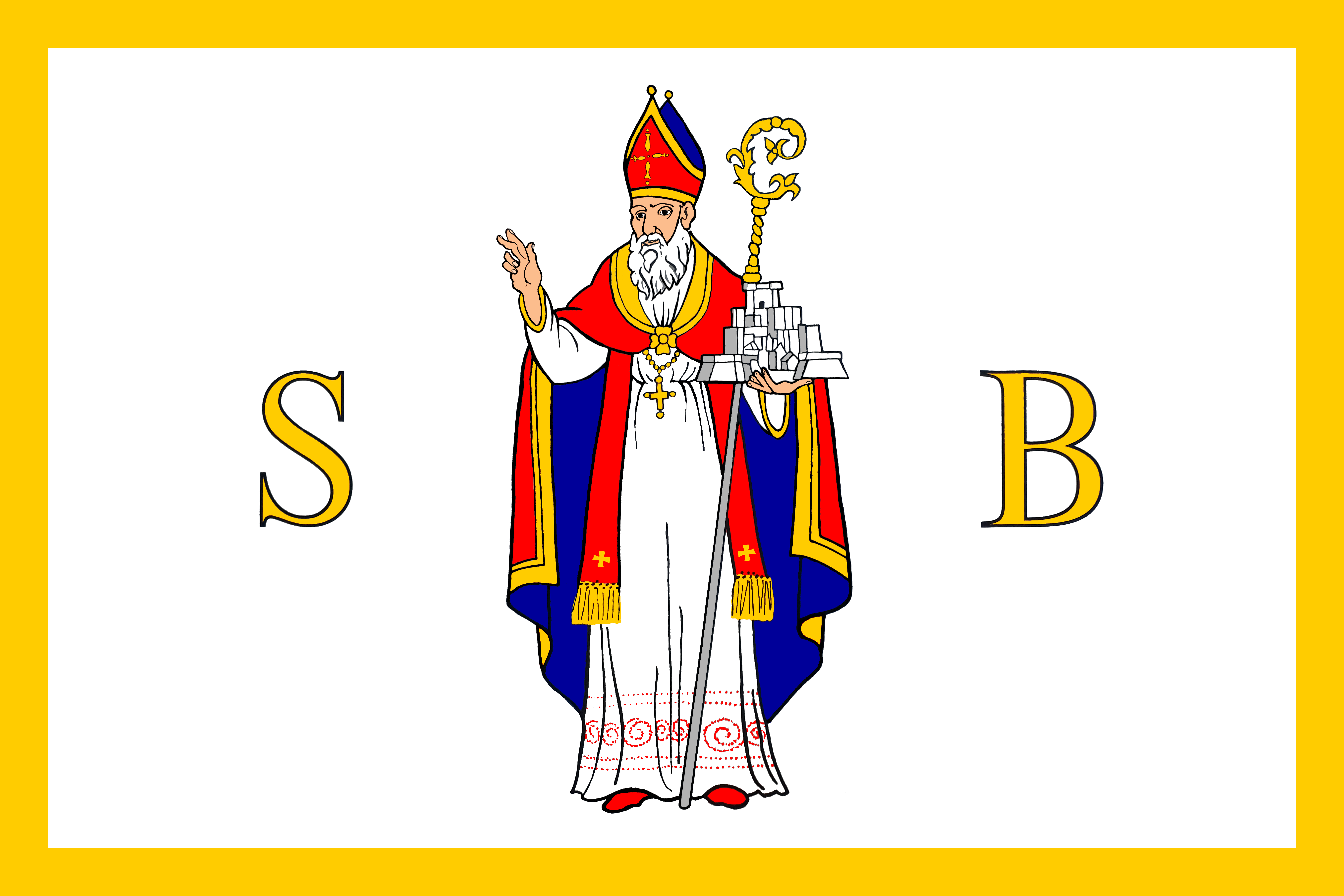
علم جمهورية دوبروفنيك مع القديس بليز يحمل نموذج المدينة

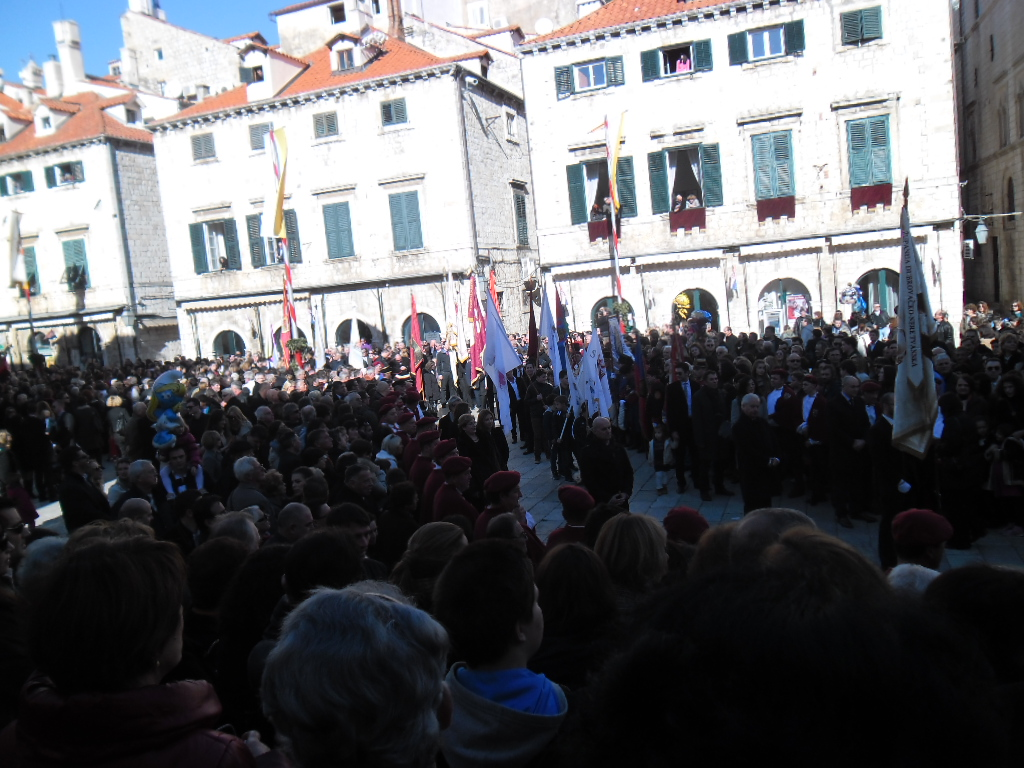
أقيمت المسيرة في 3 شباط

تم الاحتفال بعيد القديس بليز لأول مرة في عام 972 وكان بمثابة عيد لجميع سكان جمهورية دوبروفنيك. للسماح للجميع بالمشاركة، تم تقديم ما يسمى بـ "Sloboština of St. Blaise". لقد كانت فترة زمنية يمكن خلالها لكل مجرم ومدان ومنفي أن يأتي بحرية إلى المدينة لمدة يومين قبل العيد ويومين بعده، بينما لا يمكن لأحد أن يحاسبه. تم توسيع Sloboština لاحقًا إلى سبعة أيام قبل العيد وسبعة أيام بعده. 
```
كانت جمهورية دوبروفنيك بأكملها تتعانق في المدينة للاحتفال.  أولئك الذين لم يتمكنوا من الذهاب كانوا يحتفلون في المنزل برايات كنائسهم والزي الوطني.  إنهم سيشكرون القديس بليز على حمايته في الماضي ويوصون أنفسهم وعائلاتهم بحمايته في المستقبل.
```

```
تبدأ الاحتفالية في يوم سيدة كانديلورا، الذي يحتفل به في 2 فبراير، بإطلاق الحمام الأبيض الذي يرمز إلى الحرية والسلام، أمام 
كاتدرائية دوبروفنيك
، وبرفع راية القديس بليز على 
عمود أورلاندو
.  في يوم سيدة كانديلورا، يكرر الناس القول المأثور القديم: "كانديلورا، وداعًا للشتاء، يتبعها القديس بليز ويقول إنها كذبة".  في يوم الاحتفال، في 3 فبراير، يأتي العديد من كبار الشخصيات المؤمنة والكنيسة إلى المدينة من المناطق المجاورة حاملين رفات القديس عبر 
شارع سترادون
 وشوارع المدينة في موكب.  تحت بالداشين بقايا كفن يسوع.  أثناء الموكب، يحمل أسقف دوبروفنيك والكهنة رفات القديس بليز بينما يقبل الناس يد الأسقف باحترام، ويلمسون الآثار، ويصلون من أجل أنفسهم ومن أجل المدينة.  أمام كاتدرائية دوبروفنيك، المعروفة أيضًا باسم كنيسة القديس بليز، تحيي اللافتات القديس بليز، بينما يبارك الكهنة الناس باستخدام شمعتين متقاطعتين حيث يُعتقد أن القديس بليز يحمي الحلق.  من عوامل الجذب في الاحتفالية مجموعة من الترومبونجيري الذين يحملون بنادق قصيرة وعريضة على أكتافهم والتي كانت تستخدم في الماضي لإحداث الضجيج وإخافة أعداء المدينة.  يطلقون النار من بنادقهم قبل دخول المدينة، في شارع برسلجي الحالي، حيث كان يتم ممارسة إطلاق النار بالبنادق والمدافع خلال فترة الجمهورية.  بعد انتهاء الاحتفال، تذهب لافتات الموكب مع أعلامهم إلى قراهم لنقل بركات القديس بليز لجميع الذين لم يتمكنوا من القدوم إلى المدينة.  لقد تغيرت الاحتفالية على مر القرون حيث قام كل جيل جديد بتكييفها مع أفكارهم وجعلها حديثة.
[
10
]
[
11
]
[
12
]
```

```
عيد القديس بليز هو أيضًا يوم مدينة 
دوبروفنيك
. 
[
13
]
```